# Gonipterus scutellatus
El gorgojo del eucalipto (Gonipterus scutellatus), también llamado defoliador del eucalipto, es una especie de coleóptero de la familia Curculionidae originaria de Australia, que se alimenta de las hojas y de los nuevos brotes del eucalipto, provocando fuertes daños en las plantaciones de esta especie forestal.

## Descripción
El ejemplar adulto de G. Scutellatus presenta un cuerpo de forma elipsoidal, de unos 7-9 mm de longitud por 4-5 mm de ancho. Los machos son más pequeños que las hembras. El cuerpo está cubierto de escamas finas y cortas de color marrón naranja que toman un color castaño oscuro cuando alcanza la madurez. En la cabeza destaca una prolongación delantera, llamada rostro, que es característica de los curculiónidos.

## Hábitat
Gonipterys scutellatus se encuentra principalmente en los árboles del género Eucalyptus. Las especies más susceptibles de ser atacadas por este coleóptero incluyen el Eucalyptus camaldulensis, Eucalyptus globulus, Eucalyptus maidenii, Eucalyptus punctata, Eucalyptus robusta, Eucalyptus smithii y Eucalyptus viminalis.

## Ciclo biológico
Como todos los coleópteros, estos gorgojos son holometábolos, es decir, muestran metamorfosis completa que atraviesa las fases de huevo, larva, ninfa y adulto. En condiciones normales, puede presentar dos ciclos dentro del mismo año, aunque excepcionalmente pueden darse casos de tres o hasta cuatro ciclos.

## Distribución
El Gonipterus scutellatus procede del sureste de Australia, zona de origen del eucalipto, donde se mantiene bajo control gracias a la presencia de sus depredadores naturales. Pero estos no están presentes en otras áreas donde se introdujo el eucalipto, por lo que el gorgojo del eucalipto actúa como especie invasora en otros continentes. Los efectos dañinos sobre las plantaciones de eucaliptos se empezaron a detectar en Sudáfrica y Madagascar desde 1916, primera localización conocida fuera de su origen. Hacia 1925 se detectó en Argentina, donde protagonizó otro caso de rápida expansión que alcanzó Uruguay en 1943 y Brasil en 1955. 
Llegó a Europa en 1976, localizándose en la rivera de Italia, y posteriormente en Francia en 1979. En España, fue descubierto en 1991 en la región de Galicia.
Continuó su expansión por el continente americano: se localizó por primera vez en Estados Unidos en 1995 y en Chile en 1997.

## Lucha contra la plaga
El único enemigo natural de Gonipterus scutellatus es una pequeña avispa también natural de Australia, Anaphes nitens, que actúa como parasitoide específico de Gonipterus scutellatus. Por su especifidad parasitaria, esta avispa se ha utilizado desde 1923 en la lucha biológica contra la plaga. Sudáfrica fue el primer país que consiguió, en diciembre de 1930, que el 77-98% de las puestas de huevos fuesen parasitadas. 
La lucha con fitosanitarios se ha apuntado como posible, pero conlleva riesgos elevados para el ser humano y el ecosistema. El insecticida de referencia es el flufenoxurón, que consigue contener la población de la plaga matando el 90-100% de las larvas y adultos en los estudios de laboratorio. También se ha comprobado que provoca hasta un 97% de mortalidad en la Anaphes nitens, contradiciendo la teoría inicial de que solo actuaba contra gorgojo sin afectar para nada a la avispa (Santolamazza 2004). Actualmente el flufenoxurón (principio activo de Cascade) se halla en fase de prohibición por la Unión Europea a partir de las conclusiones de la Agencia Europea de Seguridad Alimentaria.
A principios de 2012 existe una gran polémica social por la intención de la patronal española del papel (ASPAPEL) de realizar con la colaboración de la Junta de Galicia y otras entidades una fumigación aérea masiva de las plantaciones de eucaliptos gallegas afectadas por este insecto. La fumigación se pretende efectuar con el insecticida de nombre comercial Cascade, cuyo principio activo es el flufenoxurón.